# کریوا فیا
کریوا فیا (به صربی: Kriva Feja) یک منطقهٔ مسکونی در صربستان است که در ناحیه پچینیا واقع شده‌است. کریوا فیا ۸۷۰ نفر جمعیت دارد.